# Tat (film, 1997)
Tat (rusko Вор, Vor) je ruski dramski film iz leta 1997, ki ga režiral in zanj napisal scenarij Pavel Čuhraj. V glavnih vlogah nastopajo Vladimir Maškov, Jekaterina Rednikova in Miša Filipčuk. Zgodba prikazuje mlado mati Katjo (Rednikova) in njenega šestletnega sina Sanjo (Filipčuk). Leta 1952 spozna in se zaljubi v sovjetskega vojaškega veterana Toljana (Maškov), ki se izkaže za manjšega zločinca, toda tudi uspešno prevzame očetovsko vlogo.
Film je bil premierno prikazan 13. oktobra 1997 v ruskih kinematografih. Kot ruski kandidat je bil nominiran za oskarja za najboljši mednarodni celovečerni film na 70. podelitvi ter osvojil nagradi Nika za najboljši ruski film in režijo. Skupno je prejel štirinajst nagrad in enajst nominacij na svetovnih filmskih festivalih.

## Vloge
- Vladimir Maškov kot Toljan
- Jekaterina Rednikova kot Katja
- Miša Filipčuk kot Sanja
- Amalija Mordvinova kot zdravnikova žena
- Lidija Savčenko kot babica Tanja
- Julija Artamonova kot inženirjeva žena
- Jurij Beljajev kot Sanja (pri 48-ih)
- Dimitrij Čigarjov kot Sanja (pri 12-ih)
- Anton Tabakov